# Canònica de Santa Maria del Roure
Santa Maria del Roure, o la Mare de Déu del Roure, és un antic monestir i santuari situat al nord-oest de Pont de Molins (Alt Empordà). Per extensió, es coneix popularment com el Roure a tota la superfície de terra que es troba al cim de la serra dels Tramonts, poblada per pins i oliveres.
Data segurament del segle xi o primers del xii. De moment no s'han trobat dades sobre la data de consagració de l'església romànica, seu del que més tard seria monestir. La primera notícia és la d'un llegat a l'església fet per un empordanès anomenat Joan Mulner, datat el 1195. Aquesta dada fa suposar que l'església ja existia anteriorment i que gaudia de certa clientela.
Anys més tard, ja al segle xiii hi ha més donacions provinents de Cabanes i de Figueres, exponent de la creixent devoció que es tenia a la talla romànica de la Mare de Déu que es venerava en aquest lloc. És en aquest segle xiii que l'església passa a ser regida per agustins, que actuaven d'acord amb la seva comunitat que era de clergues seglars sota la regla de Sant Agustí. Feien professió religiosa, celebraven junts l'ofici i compartien taula i dormitori.

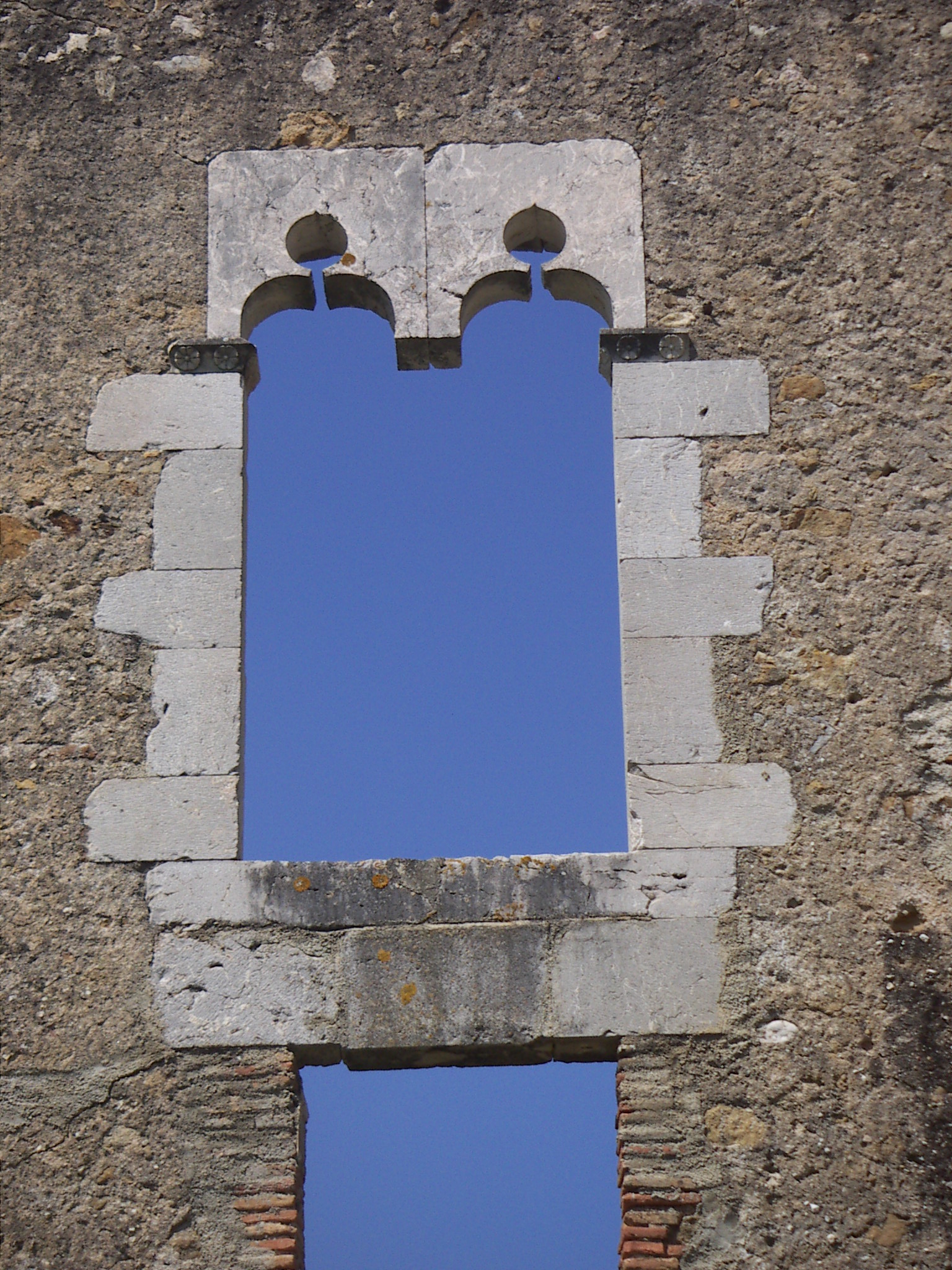
Un finestral

El prior de la comunitat feia també les funcions de paborde, és a dir, s'encarregava d'aplegar els fruits de determinades possessions. Aquestes possessions provenien de diferents llegats i, en especial, dels Castanallo de Montmarí, senyors del lloc i d'un castell molt a prop del monestir.
Se sap que Francesca de Castenallo deixà ordenat que dels seus béns fos fundat un benefici a l'església de Santa Maria, on eren sepultats els seus avantpassats.
En el segle xii la relació església-castell de Montmarí fou important. Per un document datat el 5 d'agost de 1290 sabem que la comunitat cobrava censos,cosa que dona fe que actuava com a priorat amb característiques feudals. Per les actes de les visites pastorals es té informació de la comunitat de canonges agustinians del segle xiii al XVI. El 1286 el prior es deia Bernat, el 1.291 Joan Prat i el 1.294, Jaume de Serrat. Els priors tenien l'obligació de mantenir un llit parat a disposició dels pobres passavolants, el que no sempre es complia. En aquests anys hi havia també un canonge anomenat Gaufral (germà d'Arnau de Carreres, propietari de Darnius i cosí de Guillem de Canadal). La família Carreres continuà relacionada amb el monestir, ja que el 1314, de quatre canonges que hi havia, tres eren Carreres: Fra Marc, fra Ramon i fra Bernat, aquest seria el candeler, ja que fou autoritzat a explotar bucs d'abelles.

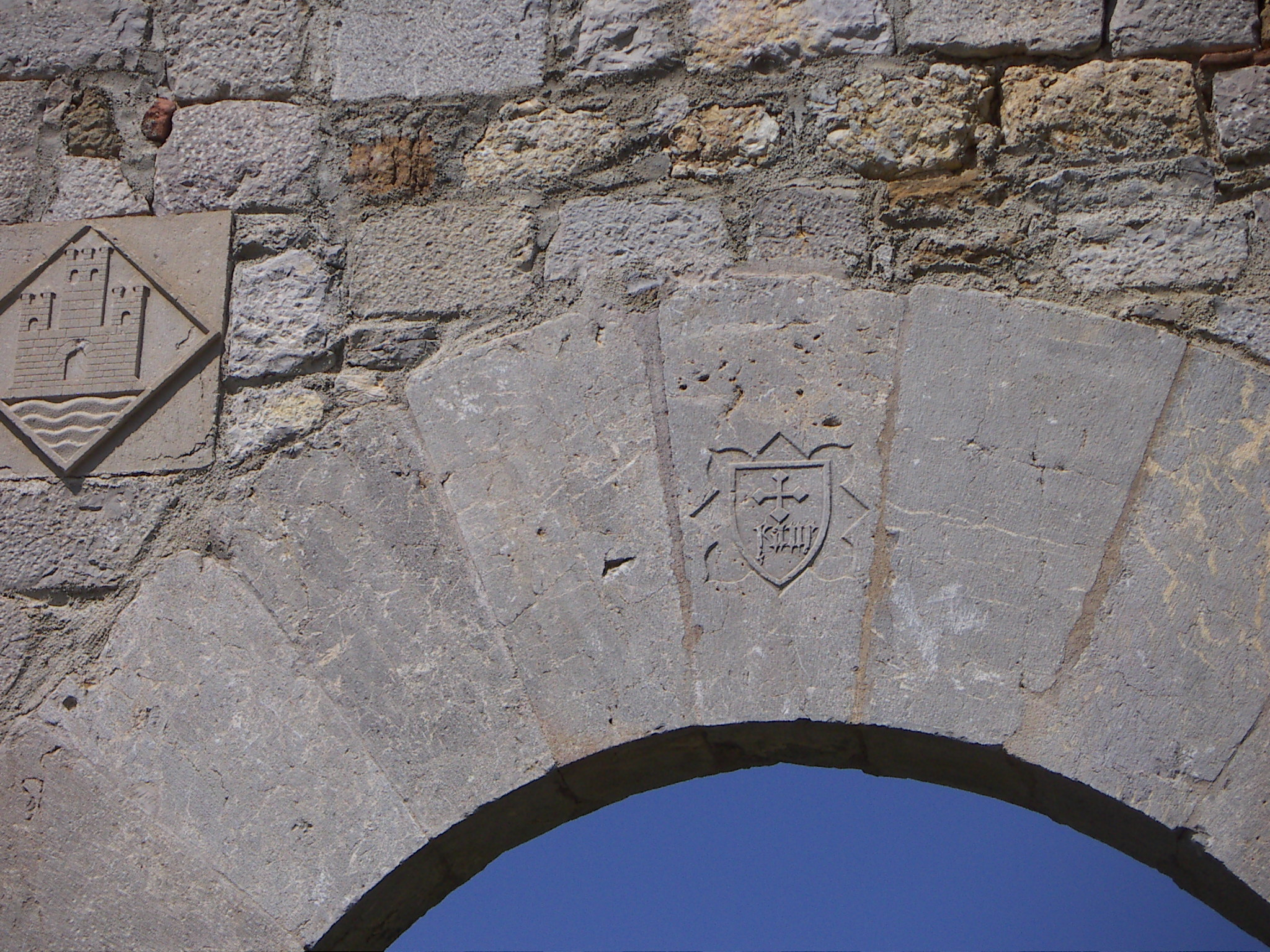
Escut dels Montmarí

Cinquanta anys més tard, el 1365, passada la pesta, sols hi restaven tres frares que eren: el prior o prepòsit Bernat Carrera, el candeler o encarregat de la candela, Bernat Negre i Pere Guerau que era el sagristà. Entre aquestes dates es feren obres a l'església.
L'any 1326 hi trobem tres altars. El major dedicat a Santa Maria, és a dir, figurava en aquest altar la imatge romànica de la Mare de Déu, asseguda i de fusta. Els altres dos, un a Sant Lluc i l'altre a Santa Magdalena. Catorze anys més tard es posaren dos altars més en una capella que era buida. El Crist Redemptor i Santa Anna ocuparen aquests dos nous altars.
El 1392 la comunitat obtingué llicència per demanar almoines per tot el bisbat de Girona. Aquestes llicències s'expedien anualment i en tres exemplars perquè les poguessin utilitzar tres persones alhora. Aquest privilegi durà fins al 1481. El fi de les almoines era la restauració de les devastacions produïdes pels Armanyac.
l'any 1389, tant l'església com la imatge patiren aquestes devastacions i es decidí encarregar una altra talla de la Mare de Déu, que ara seria d'alabastre, dempeus i naturalment del gust de l'època, és a dir, gòticorenaixentista.
L'any 1413,el papa Benet XIII que es trobava a Bàscara (Alt Empordà), signà una butlla autoritzant la recaptació d'almoines elegant els perjudicis soferts, miracles produïts i abundància de peregrins, abundància tal volta motivada pel fet que el bisbe Andreu Bertran, en visita pastoral, concedís indulgencies als qui acudiren a pregar. El mateix bisbe autoritzà als canonges a poder contractar preveres coadjutors per atendre els peregrins i dos anys més tard es permetia als sacerdots de les parròquies veïnes celebrar dues vegades el mateix dia, així com oficiar sota un porxo i altar portàtil quan la concurrència no cabia a l'església que fou ampliada i de la que romanen les restes.
El 1440 a la comunitat, de tres membres, dos eren de la mateixa família Sans. Ramon era el prior i Mateu canonge. L'altra membre era Bernat Pujol, que feia de prevere servidor. Anys més tard, aquesta família Sans, assolí el monopoli total, ja que tots els membres de la comunitat eren de la família.
Durant la guerra dels remences, la comunitat fugí o fou expulsada però sembla que abans de marxar del monestir els monjos amagaren la imatge de la Mare de Déu al peu d'un gran roure que hi havia a l'entorn. Aquí començà la llegenda de la troballa de la talla gòtica:
Amb la pau del 1.486, acabada la guerra, tornaren els monjos.Cap d'ells sabia on era amagada la imatge. La buscaven però no la trobaven i així passaren anys fins a arribar a la segona dècada del segle següent que es produí el fet miraculós de la troballa.
Es veu que bestiar del Mas Jordà anava a pasturar a l'indret que comentem. El mas Jordà era a Molins on la família encara ara hi posseeix un casal. Un toro d'aquest mas sempre anava sota un gran roure a gratar la terra mentre bramava fins que el monjos comprengueren que l'animal els indicava on era la imatge. Efectivament, en aquell roure hi havia amagada la Mare de Déu. Així es formà la llegenda de la troballa de la Mare de Déu que d'ara endavant serà anomenada del Roure.
Tornant a fets històrics, el 1532 s'iniciaren reformes que finalitzaren el 1.536. La imatge gótica fou col·locada a l'altar major i la romànica a un de lateral.Des del 1.520 hi havia un altar dedicat a Sant Agustí que sembla no tenia gaires devots i hi perdurà sols fins a finals del segle.
Segons una visita pastoral del 1.548 a l'església hi cremaven trenta-tres ciris entre grans,mitjans i petits, oferts oer les parròquies que hi acudien.
Malgrat això la comunitat anava desapareixent. El 1.534 sols hi havia un canonge.
El 1592, Climent VIII, secularitzà l'església mitjançant una disposició general. Disposà que tant el superior com els possibles convivents no tinguessin el caràcter de religiosos fet que ja succeïa perquè els agustins feia temps que havien deixat el Roure. El Papa, doncs, oficialitzava una situació fet.
Els segles xvii i xviii són els segles d'una certa revifalla del monestir i posterior desaparició. A primers del xvii, decau la devoció a la Mare de Déu del Roure, però un clergue anomenat Jaume Puig edifica una nova església, pagant ell les obres. L'edifici l'aixeca en el lloc on hi ha el roure que fou trobada la imatge. Onze anys després, el 1638, la imatge gòtica és traslladada a la nova església i col·locada al vell tronc de l'arbre. Les dimensions de l'edifici eren de set metres d'amplada per vint-i-dos de llargada.
Un any més tard comencessin les professons, els devots arrenquen estelles del tronc on hi ha la Verge creient que tenien propietats miraculoses, però els miracles no tardarien a arribar. Fou un vint-i-quatre de març del 1640, enmig de la missa, quan la imatge va quedar coberta de petites gotes de suor en presència de gent de Llers.
El 29 de gener de l'any següent foren els figuerencs qui ho veieren. El sis i set de febrer del mateix anys altra vegada en presència dels de Llers tornà a suar la Verge i aquest cop també el Nen Jesús.
Davant aquests esdeveniments, el Capítol de la Catedral de Girona volgué enviar membres de la Junta de Guerra en pelegrinatge a peu, per donar fe dels miracles, és a dir, de les suades. S'hi afegiren quatre canonges, quatre beneficiats i quatre caputxins, en total dotze persones que no veieren suar a la imatge però si que la revisaren per si tenia un mecanisme ocult que provoqués la "suor".

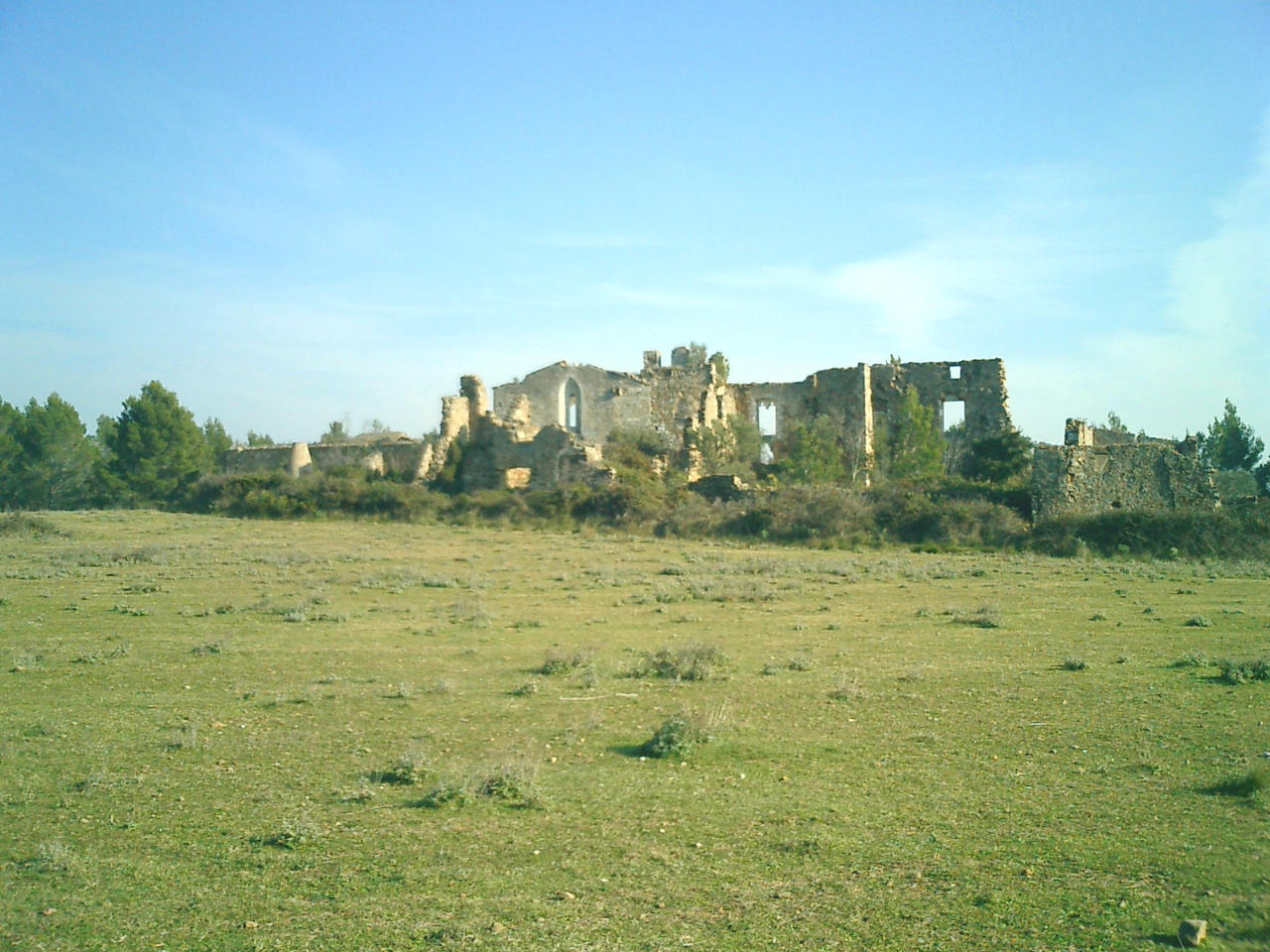
Vista de les ruïnes

A primers del segle xviii encara existien les dues esglésies amb les seves respectives imatges. De tot el conjunt en tenia cura un paborde, únic habitant de l'indret. Un tal Anton Lavall, que fou l'últim que hi habità i fou qui reformà i eixamplà l'església nova afegint-hi un nou cos per a hostatgeria. Lavall morí el 1765 i fou enterrat al Roure, passant el conjunt a mans dels preveres de Llers.
Ferran del Campo i Jordà, en el seu llibre Set segles d'una família empordanesa, els Jordà de Molins, inclou un fragment dels goigs de la Mare de Déu del Roure:
En el tronc d'un roure estava
vostra imatge, que als pastors
un bell brau els la mostrava
els dissabtes amb clamors;
perqué alli fòssiu trobada
les rames feren descloure
sigueu la nostra advocada
Verge Maria del Roure